# マーク・シンガー
マーク・シンガー（Marc Singer、1948年1月29日 - ）は、アメリカ合衆国の俳優。
カナダ・バンクーバーに生まれ、テキサス州コーパスクリスティで育つ。父親は指揮者、母親はピアニスト。妹は女優のロリ・シンガー、従兄弟は映画監督のブライアン・シンガー。
主にテレビドラマを中心に出演、特に1983年のSFテレビドラマ『V』の主演で知られる。そのリメイク版にもカメオ出演している。

## 主な出演作品

### 映画
- ジョーイ Something for Joey (1977) テレビ映画
- 詐欺師ハリー/殺人者をハメろ Never Con a Killer (1977) テレビ映画
- 戦場 Go Tell the Spartans (1978)
- 過去へ旅した女 The Two Worlds of Jenny Logan (1979) テレビ映画
- 愛が聞こえる If You Could See What I Hear (1981)
- レディース・オンリー For Ladies Only (1981) テレビ映画
- ミラクルマスター/7つの大冒険 The Beastmaster (1982)
- ボーン・トゥ・レース/青春の賭け Born to Race (1988)
- インディゴの瞳 Shades of Love: Indigo Autumn (1988) テレビ映画
- セクシーナイト In the Cold of the Night (1990)
- ウォッチャーズ2 Watchers II (1990)
- ダン・ターナー/探偵ストーリー Dan Turner, Hollywood Detective (1990) ビデオ映画
- 最も危険な挑発　Body Chemistry (1990)
- エイリアン・ファイター Dead Space (1991)
- ミラクルマスター II/L.A.時空大戦 Beastmaster 2: Through the Portal of Time (1991)
- デッドリー・ゲーム/復讐の標的 Deadly Game (1991) テレビ映画
- シルエット Ultimate Desires (1991)
- レディ・スコルピオン Sweet Justice (1992)
- シー・ウルフ The Sea Wolf (1993) テレビ映画
- ターゲット/美しき目撃者 Silk Degrees (1994)
- DEEP HORIZON ディープホライゾン Droid Gunner (1995)
- ハード・クエスト Beastmaster III: The Eye of Braxus (1996) テレビ映画
- LAPD 処刑分署 L.A.P.D.: To Protect and to Serve (2000)
- 異常犯罪捜査官/倒錯の館 Angel Blade (2002)
- イーグル・アイ Eagle Eye (2008)
- DRAGON ROAD ドラゴンロード～導かれし勇者～ Dragonquest (2009) オリジナルビデオ

### テレビドラマ
- ハワイ5-0 Hawaii Five-O (1974 - 1975)
- 名探偵ジョーンズ Barnaby Jones (1975)
- 愛の嵐に Harold Robbins' 79 Park Avenue (1977) ミニシリーズ
- ルーツ2 Roots: The Next Generations (1979) ミニシリーズ
- V V (1983 - 1984)
- ラブ・ボート The Love Boat (1984)
- V2/ビジターの逆襲 V: The Series (1984 - 1985)
- ダラス Dallas (1986)
- ザ・ヤング・アンド・ザ・レストレス The Young and the Restless (1999)
- V V (2011)
- ARROW/アロー Arrow (2015)
- ビューティ&ビースト/美女と野獣 Beauty and the Beast (2016)

### テレビアニメ
- バットマン Batman: The Animated Series (1992)
- The Real Adventures of Jonny Quest (1996)